# 杜穎珊
杜穎珊（英語：Sandy To Wing Shan，1996年10月1日—），香港女主持、演員及意見領袖，曾為無綫電視經理人合約藝員兼瑜伽中心「Yoga Ground HK」老闆之一。

## 簡歷
杜穎珊有一姊一弟，是位運動愛好者，曾就讀嘉諾撒聖家學校（2008年）及嘉諾撒聖家書院（2014年第36屆、中六），2014年升讀香港城市大學環保政策社會科學系學士課程。她唸大學期間曾擔任 University NIKE Icon 及 NIKE Campus Athlete，同時為該校宿舍導師及欖球隊隊員；小時候曾入選香港體操總會藝術體操精英隊，後來退隊便開始學習瑜伽，14歲起參加國際賽事，曾代表香港參加3次國際瑜珈比賽且奪取冠軍，16歲已在新加坡國際瑜伽比賽中奪得四面金牌，23歲時則考獲潛水和獨木舟資格。
2017年5月，杜穎珊再考獲瑜伽導師證書，同年6月成為無綫電視旗下 big big channel 其中一位意見領袖，因在該台清談節目《#後生仔傾吓偈》裡擔任主持而漸為人認識；之後開始開辦課程教授哈達瑜伽與空中瑜伽，以及任職 MegaBox Goji Studios 分店（HK Celebrity Coach Team）和耐克瑜伽教練，並繼續從事藝人工作，工作以擔任節目主持為主。2020年12月，她有份參演翡翠台首套在星期一至五播放的第四線劇集《香港愛情故事》；2021年4月，成為無綫電視經理人合約藝人，同年11月則與「冬OT」成員陳明慧在尖沙咀彌敦道開設瑜伽中心「Yoga Ground HK」。

## 演出作品

### 劇集
| 首播            | 劇名         | 角色       |
| 無綫電視        |              |            |
| 2020年          | 香港愛情故事 | 菲         |
| 2022年          | 青春不要臉   | 訓練班學員 |
| 2022年          | 痞子殿下     | 紫蘿       |
| 2023年          | 有種好男人   | 瑜伽老師   |
| big big channel |              |            |
| 2018年          | 我老細唔係人 | 同事       |
| 2019年          | 我老婆唔係人 | 製作同事   |

### 綜藝節目
| 首播     | 節目名                            | 備註                 |
| 無綫電視 |                                   |                      |
| 2017年   | #後生仔傾偈                       | 意見領袖之一         |
| 2017年   | 群星拱照 big big channel          | 固定演出嘉賓         |
| 2017年   | #後生仔去台灣傾吓偈                 | 意見領袖之一         |
| 2017年   | big big channel 失驚無神賀中秋    | 固定演出嘉賓         |
| 2017年   | TVB50周年 華麗轉身 邁步同行       | 固定演出             |
| 2017年   | TVB金禧晚宴暨2018節目巡禮         | 固定嘉賓             |
| 2017年   | 再親我好媽                        | 討論環節嘉賓         |
| 2017年   | #後生仔平安夜傾吓偈                 | 意見領袖之一         |
| 2018年   | big big channel 大公司周年慶      | 固定演出嘉賓         |
| 2018年   | #後生仔睇完港姐倾吓偈               | 意見領袖之一         |
| 2018年   | 安樂蝸                            | 第398集起不定期演出  |
| 2018年   | #後生仔失驚無神賀中秋             | 固定演出嘉賓         |
| 2018年   | Y Angle                           | 10月27日起不定期演出 |
| 2018年   | TVB 50+1再出發節目巡禮2019        | 固定嘉賓             |
| 2018年   | 萬千星輝頒獎典禮2018              | 固定嘉賓             |
| 2018年   | 萬眾同心齊Countdown               | 固定演出             |
| 2019年   | 全城躍動 第七屆全港運動會開幕典禮 | 固定演出嘉賓         |
| 2019年   | 流行都市                          | 5月24日起不定期演出  |
| 2019年   | 玩轉獅門娛樂天地                  | 固定演出             |
| 2019年   | #後生仔同港姐傾吓偈                 | 意見領袖之一         |
| 2019年   | 後生仔睇完港姐傾吓偈                | 意見領袖之一         |
| 2019年   | #後生仔再同港姐傾吓偈               | 意見領袖之一         |
| 2019年   | #一屋後生仔                       | 意見領袖之一         |
| 2020年   | #溫哥華後生仔傾吓偈                 | 意見領袖之一         |
| 2020年   | 網購攻略＋big big shop感謝祭      | 固定演出             |
| 2020年   | 姊妹淘（第四輯）                  | 固定演出             |
| 2020年   | 熱賣開催+big big動漫節            | 固定演出             |
| 2020年   | 星光熠熠耀保良                    | 固定演出             |
| 2020年   | 衝上雲霄大選                      | 固定演出             |
| 2021年   | 明星運動會                        | 固定演出             |
| 2021年   | 大玩特玩萬聖節                    | 固定演出             |
| 2021年   | 不能只有我看到的 便利店追女神食譜 | 第6集嘉賓            |
| 2022年   | 不可能任務                        | 固定演出             |
| 2022年   | J2再出世                          | 固定演出             |
| 2022年   | 流行都市                          | 固定演出             |

### 主持節目
| 首播            | 節目名            | 備註                                                             |
| 無綫電視        |                   |                                                                  |
| 2019年          | Music Café        | 8月17日加入                                                      |
| 2019年          | 眼睛去旅行        | 第5、6集；與孔德賢一同主持第9、10集，與陳欣茵一同主持            |
| 2020年          | X偏方 全民拆解III | 與陸浩明、余德丞及呂靜文一同主持                                 |
| 2020年至2022年  | 安樂蝸            | 主持之一                                                         |
| 2021年至2023年  | 周末集結          | 與徐文浩、曾展望、劉頌鵬、林正峰、陳欣茵、黃婧靈及黃紫恩一同主持 |
| 2022年          | 意外步出          | 與梁諾妍、施焯日及馮子亮合作                                     |
| 2022年至2023年  | 開壇              | 與蘇民峰、倪嘉雯、黃嘉雯、陳欣茵、陳若思及陳國麟合作             |
| big big channel |                   |                                                                  |
| 2018年          | #失驚無神極光行   | 與黃美棋一同主持                                                 |

### 微電影
| 首映     | 電影名                           | 角色                 |
| 無綫電視 |                                  |                      |
| 2019年   | 呢個阿媽唔簡單（無綫電視微電影） | 角色扮演者（僅相片） |

### 音樂錄像
| 年份   | 歌名   | 歌手   |
| 2019年 | 幸運兒 | 古家峯 |

## 外部連結
- Sandy To 杜穎珊的Facebook專頁
- Sandy To的Facebook專頁
- SandyTo杜穎珊的新浪微博
- 杜穎珊的Instagram帳戶
- Yoga Ground 尖沙咀瑜伽中心的Instagram帳戶